# Grotta dei briganti
La grotta dei briganti (nota anche come grotta Cappiello) è una cavità carsica situata nei pressi di masseria Lama di Nervi (Murge di Parisi Vecchio), nel territorio di Altamura. Secondo alcune fonti, sarebbe stata il covo del brigante Cappiello; nella grotta sono stati ritrovati dei bottoni di divise piemontesi.